# Schönenberg (Schwarzwald)
Schönenberg ist eine Gemeinde im Landkreis Lörrach in Baden-Württemberg. Sie gehört zum Gemeindeverwaltungsverband Schönau im Schwarzwald.

## Geografie

### Geografische Lage
Schönenberg liegt im Naturpark Südschwarzwald. Das Gemeindegebiet erstreckt sich vom Rand des Wiesentals in 600 m Höhe bis zum Gipfel des Belchen in 1414 m über NN. Von Osten ist Schönenberg über Schönau im Schwarzwald erreichbar. Von südwestlicher Richtung führt eine Straße über Wildböllen und dem 825 m hohen Passübergang Untere Stuhlsebene ebenfalls in den Ort.
Knapp 60 % des Gemeindegebiets ist bewaldet.

### Nachbargemeinden
Die Gemeinde grenzt im Norden an Münstertal/Schwarzwald im Landkreis Breisgau-Hochschwarzwald, im Osten an Aitern, im Süden an die Stadt Schönau im Schwarzwald und Fröhnd sowie im Westen an die Gemeinden Böllen und Kleines Wiesental (Ortsteil Neuenweg).

### Gemeindegliederung
Zur Gemeinde Schönenberg gehören das Dorf Schönenberg, der Weiler Entenschwand, der Zinken Wildböllen und das Haus Belchenhaus.

## Geschichte
Schönenberg wurde im Jahr 1164 im Zusammenhang mit dem Bau einer Kirche erstmals urkundlich erwähnt. Der Ort muss also zu dieser Zeit bereits eine gewisse Größe erlangt haben. Bedeutung erlangte das Dorf durch den beginnenden Silberbergbau am Südosthang des Belchen.

## Politik
Der Gemeinderat in Schönenberg hat acht Mitglieder. Er besteht aus den ehrenamtlichen Gemeinderäten und dem Bürgermeister als Vorsitzendem. Der Bürgermeister ist im Gemeinderat stimmberechtigt. Bei der Kommunalwahl am 26. Mai 2019 wurde der Gemeinderat durch Mehrheitswahl gewählt. Mehrheitswahl findet statt, wenn kein oder nur ein Wahlvorschlag eingereicht wurde. Die Bewerber mit den höchsten Stimmenzahlen sind dann gewählt. Die Wahlbeteiligung betrug 82,4 % (2014: 70,8 %).

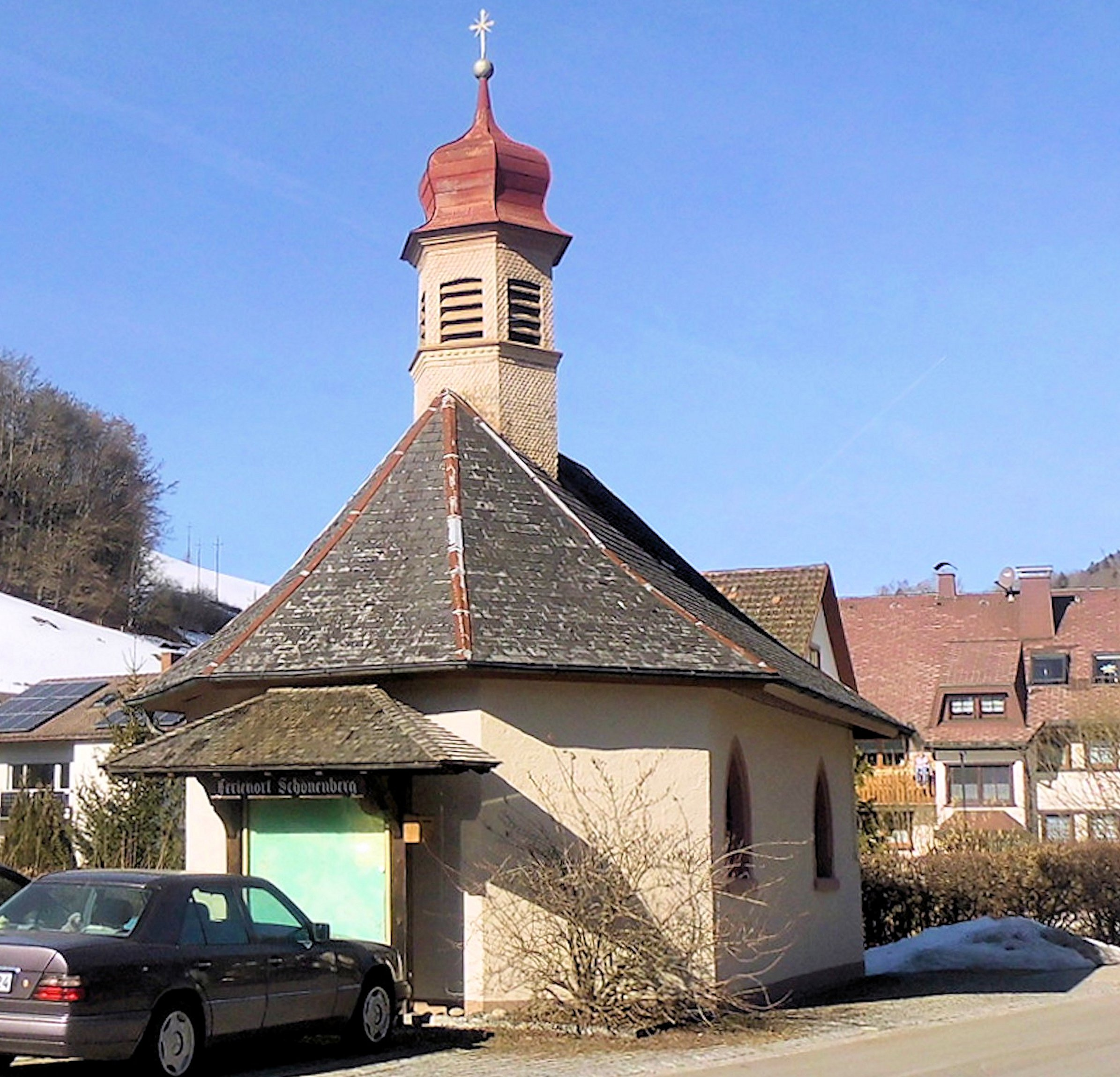
Kapelle
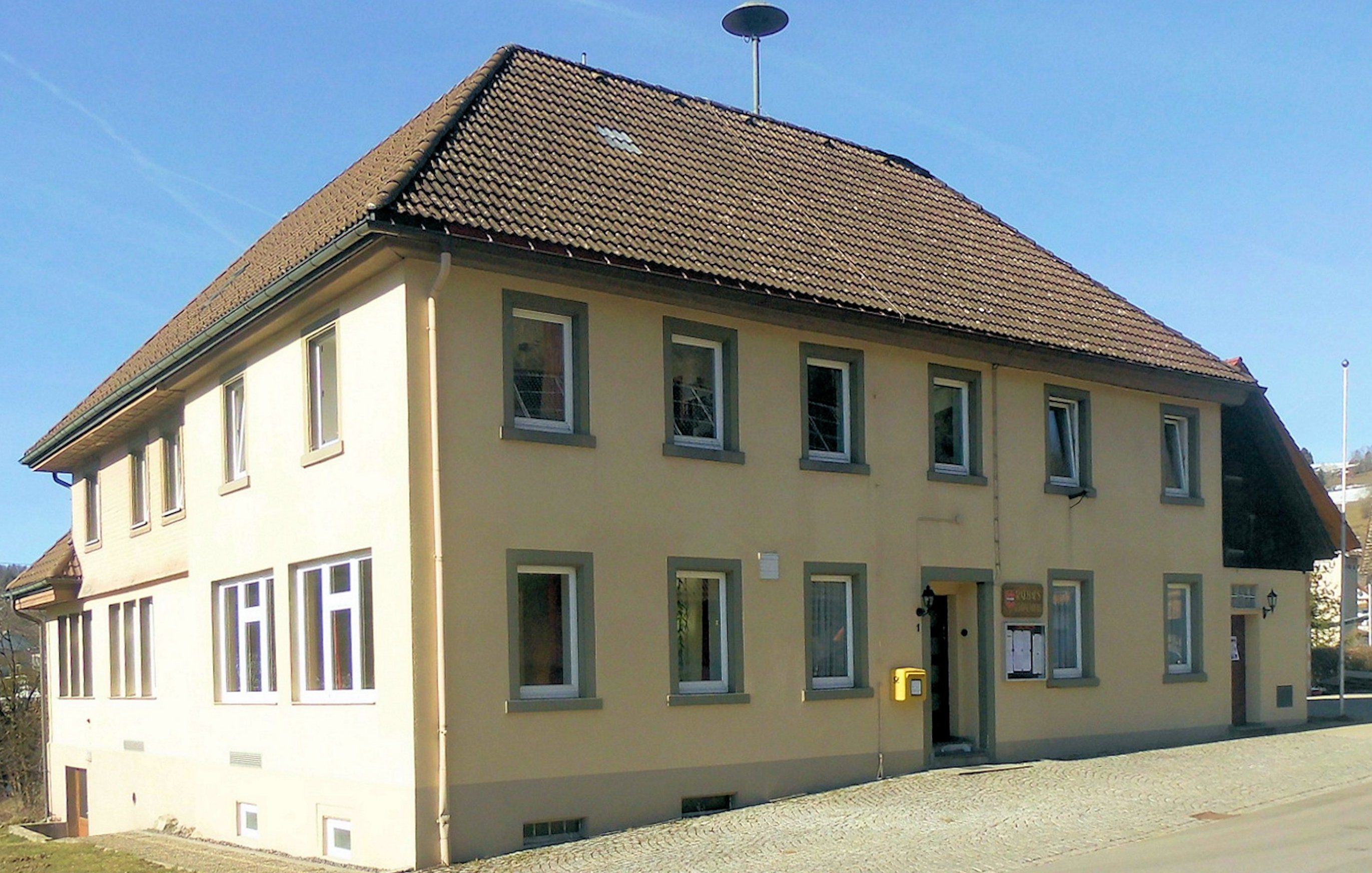
Rathaus
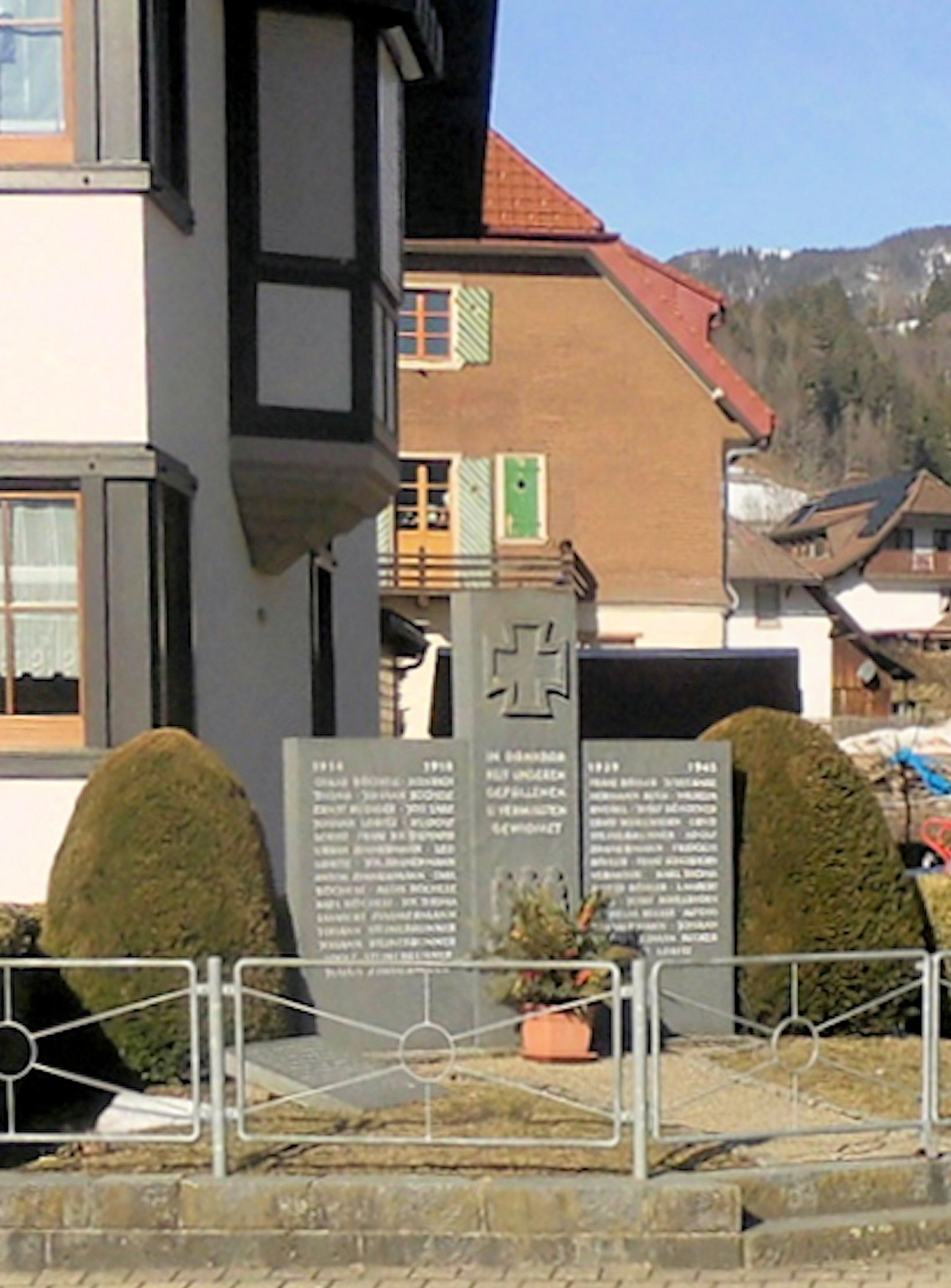
Gefallenen-Denkmal

## Bildungseinrichtungen
In Schönenberg gibt es weder Kindergarten noch Schule. Grund- und Hauptschüler besuchen die Schule im nahe gelegenen Schönau im Schwarzwald, dort gibt es auch ein Gymnasium. Die nächstgelegene Realschule befindet sich in Zell im Wiesental.

## Persönlichkeiten
- Ernst Behringer (* 4. März 1942), Politiker (CDU), Landtagsabgeordneter von Baden-Württemberg.